# Hệ thống Raunkiær

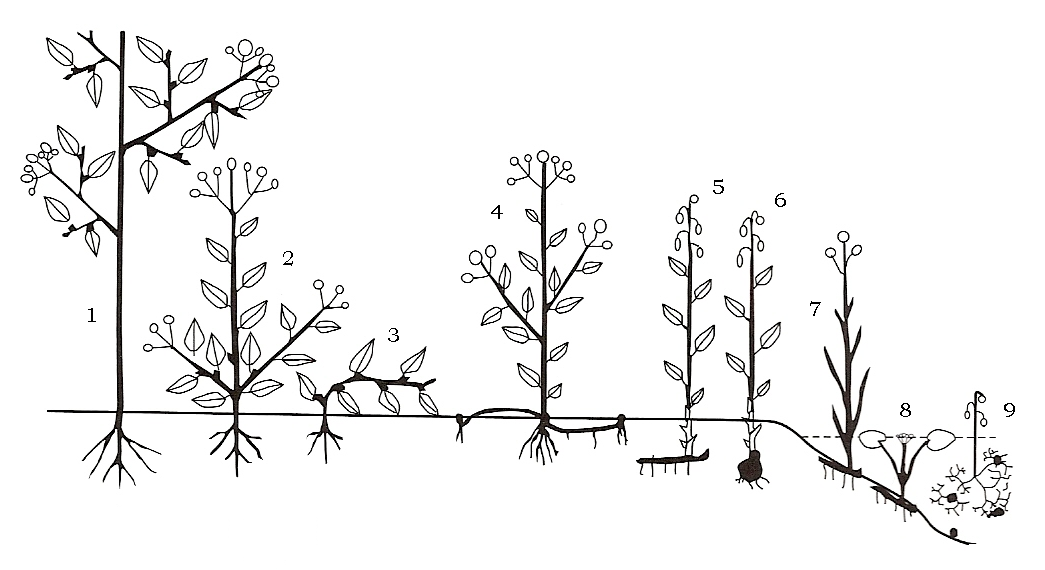
Các dạng sống thực vật: 1. Chồi trên (phanerophyte); 2-3. Chồi sát đất (chamaephyte); 4. Chồi nửa ẩn (hemicryptophyte); 5-6. Chồi ẩn trong đất (geophyte/cryptophyte); 7. Chồi bám bùn (helophyte); 8-9. chồi trong nước (hydrophyte); Các dạng sống cây một năm (therophyte), cây khí sinh (aerophyte) và cây bì sinh/phụ sinh/hội sinh (epiphyte) không được thể hiện trong hình

Hệ thống Raunkiær hay Hệ thống phân chia dạng sống thực vật của Raunkiær là hệ thống phân loại hình thái thực vật theo danh mục dạng sống, được nhà thực vật học người Đan Mạch Christen C. Raunkiær đưa ra năm 1934 và sau đó được nhiều tác giả khác mở rộng.

## Lịch sử
Hệ thống Raunkiær được đề xuất lần đầu tiên trong một bài nói chuyện với Hội Thực vật học Đan Mạch (Danish Botanical Society) vào năm 1904. Nội dung chính của hệ thống Raunkiær lúc này được suy ra từ cuộc thảo luận đã in của bài nói chuyện đó, nhưng không phải bản thân bài nói chuyện cũng như tiêu đề của nó. Tạp chí khoa học Botanisk Tidsskrift đã xuất bản những bình luận ngắn gọn về bài nói chuyện của M.P. Porsild với các phản hồi của Raunkiær. Một bài tường thuật đầy đủ hơn đã xuất hiện bằng tiếng Pháp vào năm sau (1905). Raunkiær đã giải thích thêm về hệ thống này và xuất bản bằng tiếng Đan Mạch vào năm 1907.
Bản gốc của ghi chú và bài báo năm 1907 sau đó đã được dịch sang tiếng Anh và xuất bản cùng với các tác phẩm đã sưu tầm của Raunkiær.

## Sửa đổi hệ thống Raunkiær
Hệ thống Raunkiær sau đó đã được nhiều tác giả khác nhau sửa đổi và điều chỉnh, nhưng các dạng sống chính vẫn còn tồn tại. Hệ thống này rất hữu ích trong việc nghiên cứu sự biến đổi của sinh vật và sự hình thành của một số nhóm động vật ăn thực vật.

## Hình ảnh

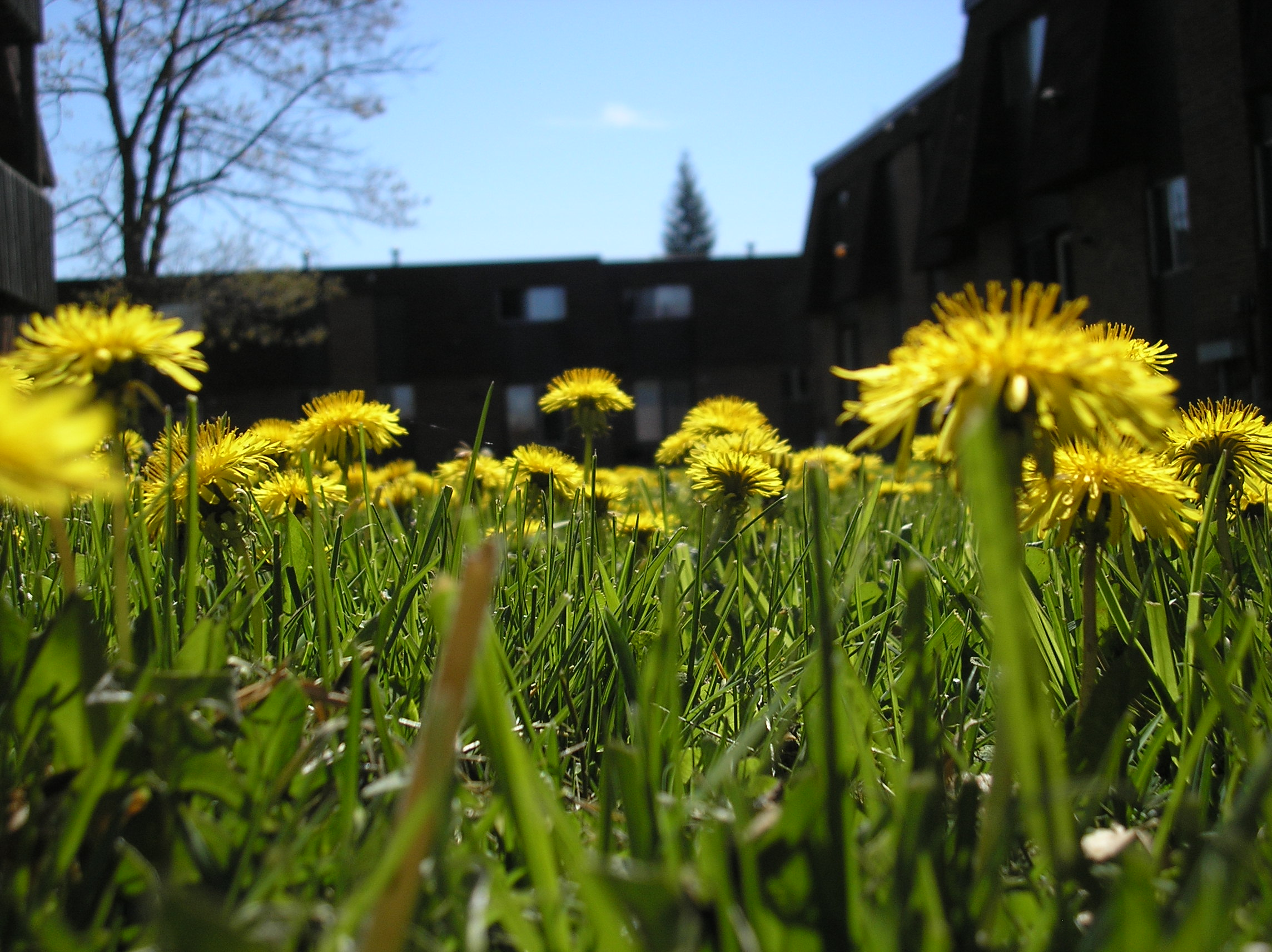
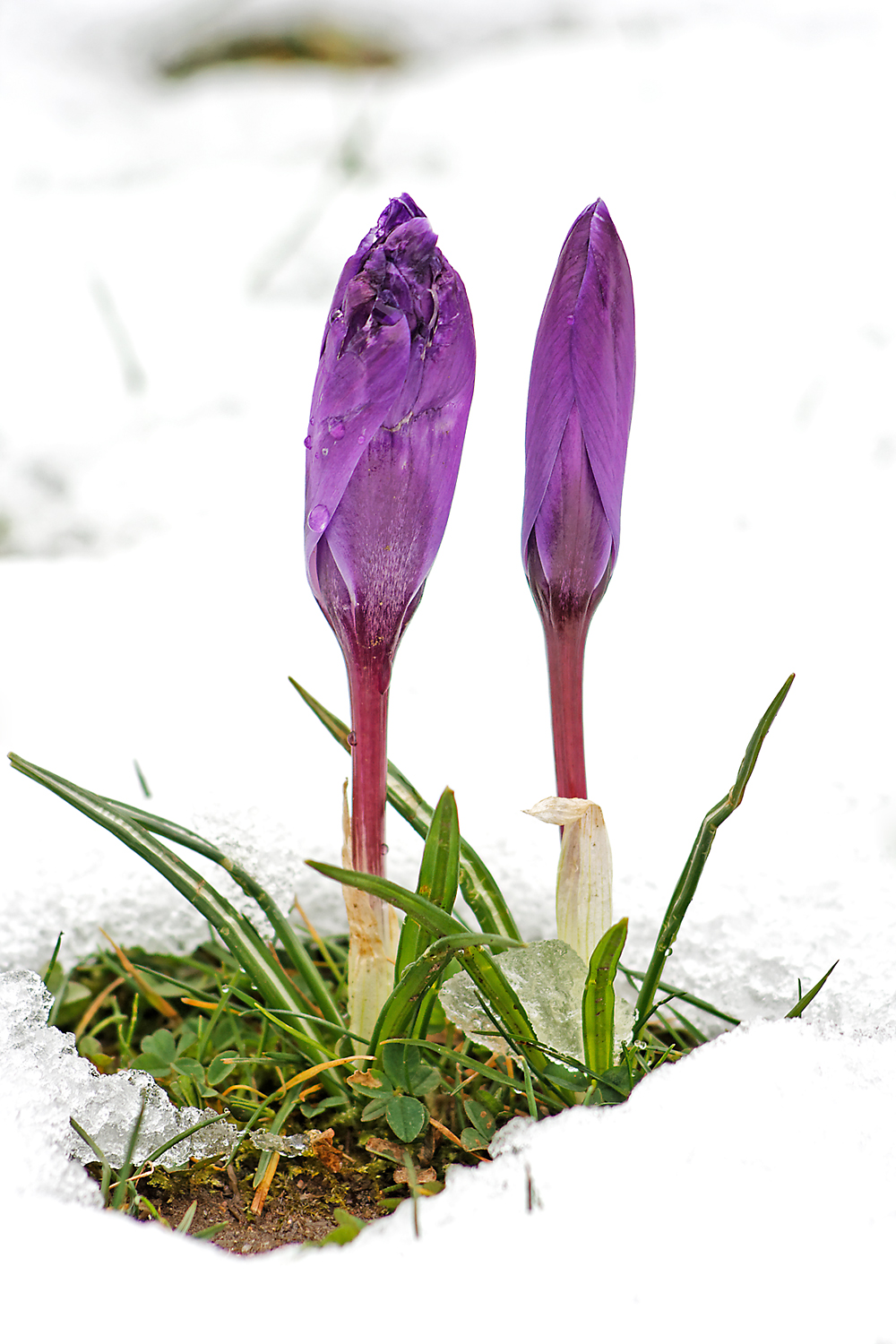

## Phân loại dạng sống thực vật
Nhóm cây chồi trên (Phanerophytes) bao gồm các cây, thường là những cây gỗ nhiều năm, có chồi búp cao trên 25 cm so với mặt đất, ví dụ: cây gỗ, cây bụi và cũng gồm cả những cây bì sinh, nhóm này được Raunkiær bổ sung sau này. Chi tiết hơn, nhóm này gồm megaphanerophytes (cây gỗ lớn), mesophanerophytes (cây gỗ vừa) nanophanerophytes (cây bụi) và các đặc trưng khác như tình trạng bộ lá trong năm (thường xanh hay rụng lá), có hay không có chồi búp hay chồi bảo vệ, cây mọng nước hoặc cây bì sinh.